# Conclave de 1963

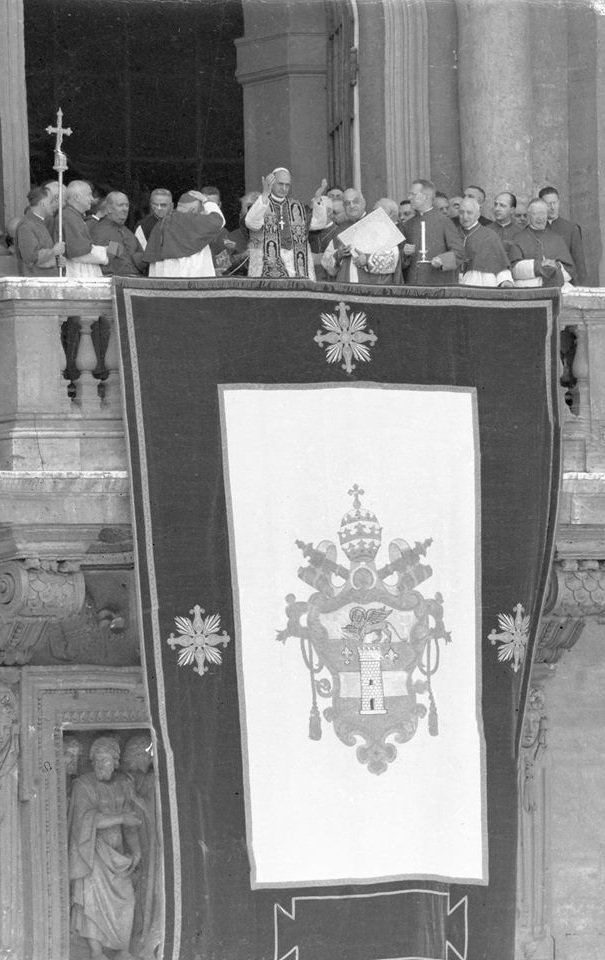
Première apparition du nouveau pape Paul VI à l'issue du conclave.

Le conclave de 1963 qui a élu Paul VI le successeur de Jean XXIII s'est réuni du 19 au 21 juin 1963. 80 des 82 cardinaux y ont participé.

## Mort de Jean XXIII
Le pape Jean XXIII meurt le 3 juin 1963. Le conclave permettant d'élire son successeur s'ouvre le 19 juin suivant.

## Préparation du conclave

### Règlementation et innovations
Le pape Pie XII avait déjà modifié les règles du conclave, mais Jean XXIII poursuivit les changements par le motu proprio Summi Pontificis electio du 5 septembre 1962.

## Liste des participants au conclave
| Nom                                 | Âge au conclave | Provenance         | Date d'élévation au cardinalat | Fonction                                                                      |
| ----------------------------------- | --------------- | ------------------ | ------------------------------ | ----------------------------------------------------------------------------- |
| Grégoire-Pierre XV Agagianian       | 67 ans          | Liban              | 18 février 1946                | Préfet de la Congrégation pour l'évangélisation des peuples                   |
| Anselmo Albareda                    | 71 ans          | Espagne            | 19 mars 1962                   | Archevêque titulaire de Gypsaria (de)                                         |
| Bernard Jan Alfrink                 | 63 ans          | Pays-Bas           | 28 mars 1960                   | Archevêque d'Utrecht                                                          |
| Benedetto Aloisi Masella            | 84 ans          | Italie             | 18 février 1946                | Préfet de la Congrégation pour le culte divin et la discipline des sacrements |
| Ildebrando Antoniutti               | 64 ans          | Italie             | 19 mars 1962                   | Nonce apostolique en Espagne                                                  |
| Benjamín de Arriba y Castro         | 77 ans          | Espagne            | 12 janvier 1953                | Archevêque de Tarragone                                                       |
| Antonio Bacci                       | 77 ans          | Italie             | 28 mars 1960                   | Archevêque titulaire de Colonia-en-Cappadoce (de)                             |
| Antonio María Alfredo Barbieri      | 70 ans          | Uruguay            | 15 décembre 1958               | Archevêque de Montevideo                                                      |
| Jaime de Barros Câmara              | 69 ans          | Brésil             | 18 février 1946                | Archevêque de Rio de Janeiro                                                  |
| Augustin Bea                        | 82 ans          | Allemagne          | 14 décembre 1959               | Président du Conseil pontifical pour la promotion de l'unité des chrétiens    |
| Francesco Bracci                    | 83 ans          | Italie             | 15 décembre 1958               | Évêque titulaire d'Idassa                                                     |
| Michael Browne                      | 58 ans          | Irlande            | 19 mars 1962                   | Maître de l'Ordre des Prêcheurs (dominicains)                                 |
| José María Bueno y Monreal          | 58 ans          | Espagne            | 15 décembre 1958               | Archevêque de Séville                                                         |
| Antonio Caggiano                    | 74 ans          | Brésil             | 18 février 1946                | Archevêque de Buenos Aires                                                    |
| Alfonso Castaldo                    | 72 ans          | Italie             | 15 décembre 1958               | Archevêque de Naples                                                          |
| Fernando Cento                      | 79 ans          | Italie             | 15 décembre 1958               | Pénitencier majeur                                                            |
| Carlo Chiarlo                       | 81 ans          | Italie             | 15 décembre 1958               | Officier émérite de la Secrétairerie d'État                                   |
| Amleto Cicognani                    | 80 ans          | Italie             | 15 décembre 1958               | Cardinal secrétaire d'État                                                    |
| Pietro Ciriaci                      | 77 ans          | Italie             | 12 janvier 1953                | Préfet de la Congrégation du Concile                                          |
| Luis Concha Córdoba                 | 71 ans          | Colombie           | 16 janvier 1961                | Archevêque de Bogota                                                          |
| Carlo Confalonieri                  | 69 ans          | Italie             | 15 décembre 1958               | Préfet de la Congrégation pour les évêques                                    |
| Santiago Luis Copello               | 83 ans          | Argentine          | 16 décembre 1935               | Chancelier apostolique                                                        |
| José da Costa Nuñes                 | 83 ans          | Portugal           | 19 mars 1962                   | Camerlingue délégué de la Chambre apostolique                                 |
| Richard James Cushing               | 67 ans          | États-Unis         | 15 décembre 1958               | Archevêque de Boston                                                          |
| Peter Tatsuo Doi                    | 70 ans          | Japon              | 28 mars 1960                   | Archevêque de Tokyo                                                           |
| Julius August Döpfner               | 49 ans          | Allemagne          | 15 décembre 1958               | Archevêque de Munich et Freising                                              |
| Maurice Feltin                      | 80 ans          | France             | 12 janvier 1953                | Archevêque de Paris                                                           |
| Giuseppe Antonio Ferretto           | 64 ans          | Italie             | 16 janvier 1961                | Cardinal-Évêque de Sabina-Poggio Mirteto                                      |
| Efrem Forni                         | 74 ans          | Italie             | 19 mars 1962                   | Nonce apostolique au Luxembourg                                               |
| Maurilio Fossati                    | 87 ans          | Italie             | 13 mars 1933                   | Archevêque de Turin                                                           |
| Joseph Frings                       | 76 ans          | Allemagne          | 18 février 1946                | Archevêque de Cologne                                                         |
| José Garibi y Rivera                | 74 ans          | Mexique            | 15 décembre 1958               | Archevêque de Guadalajara                                                     |
| Pierre Gerlier                      | 83 ans          | France             | 13 décembre 1937               | Primat des Gaules                                                             |
| Norman Thomas Gilroy                | 67 ans          | Australie          | 18 février 1946                | Archevêque de Sydney                                                          |
| Paolo Giobbe                        | 83 ans          | Italie             | 15 décembre 1958               | Chancelier de la Daterie apostolique                                          |
| Manuel Gonçalves Cerejeira          | 74 ans          | Portugal           | 16 décembre 1929               | Patriarche de Lisbonne                                                        |
| Valerian Gracias                    | 62 ans          | Inde               | 12 janvier 1953                | Archevêque de Bombay                                                          |
| William Theodore Heard              | 79 ans          | États-Unis         | 14 décembre 1959               | Évêque titulaire de Feradi Maius (de)                                         |
| Alberto di Jorio                    | 78 ans          | Italie             | 15 décembre 1958               | Évêque titulaire de Castra Nova                                               |
| André Jullien                       | 80 ans          | France             | 15 décembre 1958               | Évêque titulaire de Coron                                                     |
| Franz König                         | 57 ans          | Autriche           | 15 décembre 1958               | Archevêque de Vienne                                                          |
| Juan Landázuri Ricketts             | 49 ans          | Pérou              | 19 mars 1962                   | Archevêque de Lima                                                            |
| Arcadio María Larraona Saralegui    | 75 ans          | Espagne            | 14 décembre 1959               | Secrétaire de la Congrégation pour les affaires religieuses                   |
| Joseph-Charles Lefèbvre             | 71 ans          | France             | 28 mars 1960                   | Archevêque de Bourges                                                         |
| Paul-Émile Léger                    | 59 ans          | Canada             | 12 janvier 1953                | Archevêque de Montréal                                                        |
| Giacomo Lercaro                     | 71 ans          | Italie             | 12 janvier 1953                | Archevêque de Bologne                                                         |
| Achille Liénart                     | 79 ans          | France             | 30 juin 1930                   | Évêque de Lille                                                               |
| Paolo Marella                       | 68 ans          | Italie             | 14 décembre 1959               | Préfet de la Fabrique de Saint-Pierre                                         |
| James Charles McGuigan              | 68 ans          | Canada             | 18 février 1946                | Archevêque de Toronto                                                         |
| James Francis McIntyre              | 77 ans          | États-Unis         | 12 janvier 1953                | Archevêque de Los Angeles                                                     |
| Albert Gregory Meyer                | 60 ans          | États-Unis         | 14 décembre 1959               | Archevêque de Chicago                                                         |
| Clemente Micara                     | 83 ans          | Italie             | 18 février 1946                | Vicaire général de Rome                                                       |
| Giovanni Battista Montini           | 65 ans          | Italie             | 15 décembre 1958               | Archevêque de Milan, élu pape sous le nom de Paul VI                          |
| Francesco Morano                    | 91 ans          | Italie             | 14 décembre 1959               | Secrétaire du Tribunal suprême de la Signature apostolique                    |
| Alfredo Ottaviani                   | 72 ans          | Italie             | 12 janvier 1953                | Secrétaire du Saint-Office                                                    |
| Giuseppe Pizzardo                   | 85 ans          | Italie             | 13 décembre 1937               | Préfet de la Congrégation pour l'éducation catholique                         |
| Enrique Pla y Deniel                | 86 ans          | Espagne            | 18 février 1946                | Archevêque de Tolède                                                          |
| José Humberto Quintero Parra        | 60 ans          | Venezuela          | 16 janvier 1961                | Archevêque de Caracas                                                         |
| Fernando Quiroga y Palacios         | 63 ans          | Espagne            | 12 janvier 1953                | Archevêque de Saint-Jacques-de-Compostelle                                    |
| Paul Richaud                        | 76 ans          | France             | 15 décembre 1958               | Archevêque de Bordeaux                                                        |
| Joseph Elmer Ritter                 | 70 ans          | États-Unis         | 16 janvier 1961                | Archevêque de Saint-Louis                                                     |
| Francesco Roberti                   | 73 ans          | Italie             | 15 décembre 1958               | Préfet du Tribunal suprême de la Signature apostolique                        |
| Clément Roques                      | 82 ans          | France             | 18 février 1946                | Archevêque de Rennes                                                          |
| Ernesto Ruffini                     | 75 ans          | Italie             | 18 février 1946                | Archevêque de Palerme                                                         |
| Laurean Rugambwa                    | 50 ans          | Tanzanie           | 28 mars 1960                   | Évêque de Bukoba                                                              |
| Rufino Jiao Santos                  | 54 ans          | Philippines        | 28 mars 1960                   | Archevêque de Manille                                                         |
| Augusto Álvaro da Silva             | 87 ans          | Brésil             | 12 janvier 1953                | Archevêque de São Salvador da Bahia                                           |
| Raúl Silva Henríquez                | 55 ans          | Chili              | 19 mars 1962                   | Archevêque de Santiago du Chili                                               |
| Giuseppe Siri                       | 57 ans          | Italie             | 12 janvier 1953                | Archevêque de Gênes                                                           |
| Francis Joseph Spellman             | 74 ans          | États-Unis         | 18 février 1946                | Archevêque de New-York                                                        |
| Léon-Joseph Suenens                 | 58 ans          | Belgique           | 19 mars 1962                   | Archevêque de Malines-Bruxelles                                               |
| Ignace Gabriel Ier Tappouni         | 83 ans          | Turquie (Antioche) | 16 décembre 1935               | Patriarche d'Antioche                                                         |
| Gustavo Testa                       | 76 ans          | Italie             | 14 décembre 1959               | Préfet de la Congrégation pour les Églises orientales                         |
| Thomas Tien Ken-sin                 | 72 ans          | Chine              | 18 février 1946                | Archevêque de Pékin                                                           |
| Eugène Tisserant                    | 79 ans          | France             | 15 juin 1936                   | Doyen du Collège des cardinaux                                                |
| Luigi Traglia                       | 68 ans          | Italie             | 28 mars 1960                   | Évêque auxiliaire de Rome                                                     |
| Giovanni Urbani                     | 63 ans          | Italie             | 15 décembre 1958               | Patriarche de Venise                                                          |
| Valerio Valeri                      | 79 ans          | Italie             | 12 janvier 1953                | Préfet de la Congrégation pour les affaires religieuses                       |
| Carlos Carmelo de Vasconcelos Motta | 72 ans          | Brésil             | 18 février 1946                | Archevêque de São Paulo                                                       |
| Stefan Wyszynski                    | 61 ans          | Pologne            | 12 janvier 1953                | Archevêque de Varsovie et de Gniezno                                          |

Parmi tous ces cardinaux, trois noms étaient favoris pour accéder à la papauté :
- Giacomo Lercaro, archevêque de Bologne, représentant le rang des progressistes ;
- Giovanni Battista Montini, archevêque de Milan, proche des papes précédents et ayant fait carrière à la curie ;
- Giuseppe Siri, archevêque de Gênes, chef de file de la branche traditionnelle.

Parmi ces trois noms, le conclave a élu Mgr Montini.

## Déroulement du conclave
| Électeurs             | 82 au total                                            |
| --------------------- | ------------------------------------------------------ |
| Absents               | 2 (József Mindszenty, Carlos María Javier de la Torre) |
| Présents              | 80                                                     |
| Afrique               | 1                                                      |
| Asie et Proche-Orient | 5                                                      |
| Europe                | 55                                                     |
| Océanie               | 1                                                      |
| Amérique              | 18                                                     |
| Pape décédé           | Jean XXIII (Angelo Roncalli)                           |
| Nouveau Pape          | Paul VI (Giovanni Battista Montini)                    |

Quatre scrutins se déroulent quotidiennement : deux le matin et deux l'après-midi. Cependant, on ne brûle les bulletins que deux fois par jour : à l'issue du deuxième scrutin et à l'issue du quatrième. 
Il semble que le conclave ait été marqué dans un premier temps par certains votes des progressistes pour des cardinaux étrangers (afin de rappeler qu'il n'y avait pas de nécessité à choisir un pape italien) puis que devant la montée de la candidature de Montini, (dont la candidature avait été préparée par une rencontre entre progressistes et modérés) une forte opposition des conservateurs Giuseppe Siri et Alfredo Ottaviani ait été exprimée. La minorité de blocage était atteinte. De fortes interventions contre un blocage du conclave (Giovanni Urbani, le patriarche de Venise fait taire Montini qui voulait retirer sa candidature et Gustavo Testa, s'exaspère contre les intransigeants qui veulent bloquer l'élection de Montini) aurait  permis l'élection de Montini, malgré l'évocation d'un candidat de compromis entre conservateurs et progressistes qui aurait pu être Francesco Roberti.
| Date         | Heure            | Type de fumée | Remarques                                                                                       |
| ------------ | ---------------- | ------------- | ----------------------------------------------------------------------------------------------- |
| 20 juin 1963 | fin de matinée   | noire         | La fumée noire révèle que les deux premiers scrutins sont infructueux                           |
| 20 juin 1963 | fin d'après-midi | noire         |                                                                                                 |
| 21 juin 1963 | 11 h 22          | blanche       | La fumée blanche montre que le deuxième scrutin de la journée a permis d'élire le nouveau pape. |

## Résultat final
Le nouveau pape est le cardinal Giovanni Battista Montini, qui prend le nom de Paul VI.